# Бад-Рагац
Бад-Ра́гац, или Бад-Рага́ц (нем. Bad Ragaz) — швейцарский курорт, в часе езды на поезде от Цюриха (немецкая Швейцария). Находится на высоте 1000 м над уровнем моря.

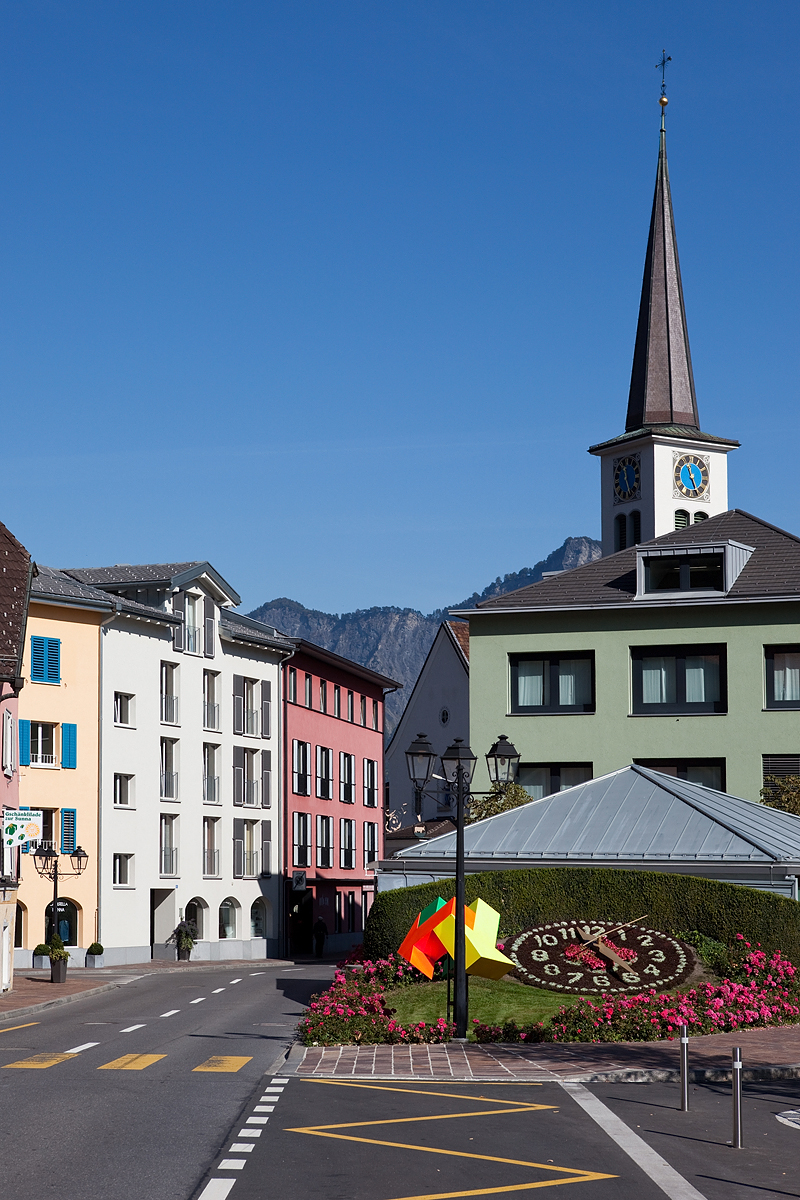
Бартоломеплац

Место смерти Шеллинга.